# Афи Еконг
Констанс Афионг „Афи“ Еконг (енгл. Constance Afiong „Afi“ Ekong; Калабар, 26. јун 1930 – Калабар, 24. фебруар 2009) била је истакнута нигеријска уметница и промотерка уметности.

## Биографија

### Младост
Афи Еконг је рођена 26. јуна 1930. године као члан краљевске породице Едидема Басеја Ејо Ефраима Адама III у граду Калабару у Нигерији. Њени родитељи су етнички Ефици. Одлази у школу „Аква Акпа“ па у школу „Цркве Христа“ у Калабару. Обучава се као уметник студирајући модни дизајн у Енглеској, на „Оксфордском колеџу за уметност и технологију“, школу уметности „Сент Мартин“ и „Централну школу за уметност и дизајн“.

### Каријера
Након студија у Лондону Афи се враћа у Лагос 1957. године. Године 1958. постаје прва соло уметница која прави изложбу у Лагосу. 1961. године је имала самосталну изложбу у „Галерији Галатеа“ у Буенос Ајресу. Поседовала је и управљала „Бронзаном галеријом“ у различитим местима, у Лагосу и на имовини Фиеконг у Калабару. Била је менаџерка „Уметничког савета Лагос“, члан оснивач „Друштва нигеријских уметника“, кустос „Галерије Лабак“ 1961. године и председница „Федералног Уметничког савеза за уметност Нигерије“ од 1961. до 1967. године. Редовно се појављивала у нигеријском телевизијском програму „Културно наслеђе“ како би промовисала уметност. Године 1963. учествује у Њујорк тајмсовој фото сесији као пример „нове афричке жене“ након стицања независности Нигерије. Била је на челу УНЕСКО-ве комисије 1970-их година и „Националног савета женских друштава Комитета за уметност и занатство“.
Рад Афи Еконг на промоцији уметности и образовања жена западне Африке бива признат 1962. године од стране тадашњег либеријског председника Вилијама Табмана. Такође је била рукоположена од стране старешине Презветеријанске цркве.

### Приватни живот
Афи Еконг се удала 1949. године за владиног званичника Абдула Азиза Ату, сина Ате од Игбира. Умрла је у родном Калабару 24. фебруара 2009. године. Њена „Бронзана галерија“ у Калабару остаје у функцији и након њене смрти. Радови Афи Еконг се данас налазе у библиотеци Универзитета у Лагосу.
Једна улица у Граду Београду, општина Чукарица носи њено име.